# Тобіас Беркеєт
Тобіас Беркеєт (норв. Tobias Børkeeiet; нар. 18 квітня 1999, Берум) — норвезький футболіст, півзахисник клубу «Рапід» (Відень).

## Клубна кар'єра
Народився 18 квітня 1999 року. Вихованець футбольної школи клубу «Стабек». 11 березня 2018 року дебютував у чемпіонаті Норвегії у поєдинку проти «Стремсгодсета», вийшовши на поле на заміну на 86-ій хвилині замість Гуго Ветлесена.
Влітку 2019 року підписав п'ятирічний контракт з данським клубом «Брондбю».

## Виступи за збірні
2016 року дебютував у складі юнацької збірної Норвегії, взяв участь у 16 іграх на юнацькому рівні. З командою до 19 років зайняв п'яте місце юнацького чемпіонату Європи 2018 року.
2019 року з командою до 20 років поїхав на молодіжний чемпіонат світу.

## Статистика виступів

### Статистика клубних виступів
| Сезон              | Клуб               | Чемпіонат          | Чемпіонат | Чемпіонат | Національний кубок | Національний кубок | Національний кубок | Континентальні кубки | Континентальні кубки | Континентальні кубки | Суперкубки | Суперкубки | Суперкубки | Усього | Усього |
| Сезон              | Клуб               | Ліга               | Ігор      | Голів     | Ліга               | Ігор               | Голів              | Ліга                 | Ігор                 | Голів                | Ліга       | Ігор       | Голів      | Ігор   | Голів  |
| ------------------ | ------------------ | ------------------ | --------- | --------- | ------------------ | ------------------ | ------------------ | -------------------- | -------------------- | -------------------- | ---------- | ---------- | ---------- | ------ | ------ |
| 2018               | «Стабек»           | ЕС                 | 27        | 0         | КН                 | 3                  | 0                  | -                    | -                    | -                    | -          | -          | -          | 30     | 0      |
| 2019               | «Стабек»           | ЕС                 | 8         | 0         | КН                 | 1                  | 0                  | -                    | -                    | -                    | -          | -          | -          | 9      | 0      |
| Усього за «Стабек» | Усього за «Стабек» | Усього за «Стабек» | 35        | 0         |                    | 4                  | 0                  |                      | -                    | -                    |            | -          | -          | 39     | 0      |
| Усього за кар'єру  | Усього за кар'єру  | Усього за кар'єру  | 35        | 0         |                    | 4                  | 0                  |                      | -                    | -                    |            | -          | -          | 39     | 0      |

## Титули і досягнення
- Чемпіон Данії (1):

«Брондбю»: 2020-21